# Alan Douglas
Pour les articles homonymes, voir Douglas.
Alan Douglas est un producteur de musique américain né le 20 juillet 1931 et décédé le 7 juin 2014. 
Alan Douglas avait été directeur du département jazz de United Artists Records, ce qui lui avait valu de travailler avec des artistes comme Duke Ellington, Max Roach et Charles Mingus.  
Il a produit et enregistré Money Jungle du trio Duke Ellington, Charles Mingus et Max Roach, des albums pour Eric Dolphy (Jitterbug Watlz et Iron Man), Art Blakey, Kenny Dorham, Jackie McLean, John McLaughlin (Devotion et My Goal's Beyond), The Last Poets, Malcolm X, Timothy Leary, et publié des livres de Lenny Bruce.
Il est connu pour avoir géré l'héritage discographique post mortem de Jimi Hendrix de 1975 à 1995. En effet, il avait été l'ami et le conseiller de Jimi lorsque celui-ci avait formé le Band of Gypsys, ce qui l'avait amené à coproduire avec Stephan Bright les sessions de répétitions du groupe en novembre 1969, mais sans grand résultat. C'est ainsi que, pendant plusieurs années, avec l'aval du père du guitariste Al Hendrix, Douglas a commercialisé diverses productions estampillées "Jimi Hendrix", qui en réalité, avaient été pour parties complétées ou réenregistrées par d'autres musiciens en témoigne l'album de Crash Landing en 1975 qui suscita de vives controverses. En 1995, il perdit les droits de gestion discographique au profit de la famille Hendrix. 